# الحب الحرام (فلم)
الحب الحرام هو فيلم سينمائي درامي لبناني سوري، إنتاج 1976، إخراج خالد حمادة، تأليف عبد الحي أديب تمثيل زبيدة ثروت، وأديب قدورة، وسلوى سعيد، وطلحت حمدي، ويوسف شويري، وعبد المولى غميض.

## قصة الفيلم
تعاني فتاة جميلة عايدة (زبيدة ثروت) من أزمة نفسية، تدفعها والدتها منيرة (سلوى سعيد) للذهاب إلى طبيب نفسي ()، طلباً للعلاج ، يكتشف الطبيب أن سبب عقدة الفتاة هو تعرضها لمحاولات اغتصاب من قبل زوج والدتها عباس (أديب قدورة)، تقرر الانتقام منه وقتله عقاباً على ما اقترفه بحقها.

## فريق العمل
- إخراج: خالد حمادة
- تأليف: عبدالحي أديب
- تمثيل:
  - زبيدة ثروت (عايدة)
  - أديب قدورة (عباس)
  - سلوى سعيد (منيرة)
  - طلحت حمدي
  - يوسف شويري
  - عبد المولى غميض
  - حسن بغدادي
  - ناهد حلبي (كريمة)
  - أنطوانيت نجيب
  - أحمد أيوب
  - غنام غنام
  - عدنان دعبول
  - عبدالله عبدة
  - احمد بربش
  - فواز وهبة
  - طروب (ضيفة الفِلم)

## روابط خارجية
- صفحة الفيلم على موقع السينما